# Strangalia bilineaticollis
Strangalia bilineaticollis là một loài bọ cánh cứng trong họ Cerambycidae.